# 萨莫内 (都灵广域市)
萨莫内（義大利語：Samone），是意大利皮埃蒙特大区都靈廣域市的一个市镇。总面积2.51平方公里，人口1661人，人口密度661.8人/平方公里（2009年）。ISTAT代码为001235。